# Tante Julia
Tante Julia is een lied van Boudewijn de Groot en Lennaert Nijgh. Het nummer werd in eerste instantie uitgevoerd door De Groot, die het later nogmaals opnam als duet met Nico Haak.

## Geschiedenis

### Versie van De Groot
De Groot zag Johnny van Doorn op tv vertellen dat hij voor zijn tante altijd piano moest spelen. Lennaert Nijgh schreef vervolgens op dit gegeven een tekst. Hoewel als ondertitel steevast een Engelse titel 'Aunt Emily' genoemd wordt, was 'Tante Julia' geen cover maar een originele creatie van Nijgh en De Groot. De Groot nam het nummer op voor zijn album Hoe sterk is de eenzame fietser in 1973.

### Versie van De Groot en Haak
Eind 1973 nam De Groot, op initiatief van Peter Koelewijn, samen met Nico Haak een nieuwe versie van het nummer op. Het nummer werd hierop voorzien van een carnavalsarrangement en werd in 1974 op single uitgebracht. De single kwam uit op het platenlabel waar Nico Haak aan verbonden was, Fontana Records. Dat kon vrij eenvoudig, want dat label was net als het platenlabel Decca Records waarbij De Groot zat onderdeel van Philips Records, later Phonogram.
De B-kant Ik druk mijn snor was een samenwerking tussen Nico Haak, Boudewijn de Groot, Peter Koelewijn en orkestleider van deze single Job Maarse.
De single Tante Julia bleef in de tipparade hangen.

### Latere verschijningen
Op verschillende verzamelalbums van Boudewijn de Groot verscheen het nummer Tante Julia. Dit betrof echter altijd de versie van Hoe sterk is de eenzame fietser uit 1973. Ook op de verzamelboxen Wonderkind aan het strand en Complete studioalbums en curiosa, waarop divers obscuur werk van De Groot verscheen, is de carnavalsversie met Nico Haak niet opgenomen. Wel verscheen de versie met Haak op diverse verzamelalbums rond Nederlandse volks- en carnavalsmuziek.

### NPO Radio 2 Top 2000
In 2000 en 2003 tot 2008 stond Tante Julia genoteerd in de Radio 2 Top 2000. Ook hier werd standaard gekozen voor de soloversie van De Groot.

| Nummer met noteringen in de NPO Radio 2 Top 2000 | '00  | '01-'02 | '03  | '04  | '05  | '06  | '07  | '08  |
| ------------------------------------------------ | ---- | ------- | ---- | ---- | ---- | ---- | ---- | ---- |
| Tante Julia                                      | 1503 | -       | 1766 | 1271 | 1191 | 1488 | 1497 | 1516 |

1. ↑  Een '-' betekent dat het nummer niet was genoteerd en een vetgedrukt getal geeft de hoogste notering aan.
2. ↑  2000 was het eerste jaar met een notering voor dit nummer.
3. ↑  Deze tabel is bijgewerkt tot en met de laatste editie (2024).